# Zaćmienie Słońca z 12 sierpnia 2026
Ten artykuł dotyczy przyszłego wydarzenia. Informacje w nim zawarte mogą się zmienić wraz z pojawieniem się nowych faktów, a początkowe doniesienia mogą być niepewne. Ostatnie aktualizacje tego artykułu mogą nie odzwierciedlać najbardziej aktualnych informacji.

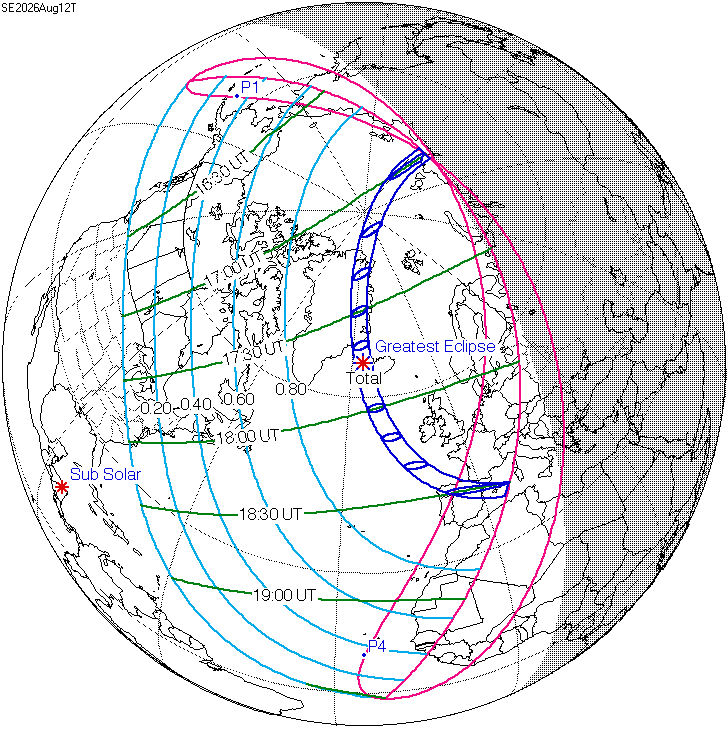
Diagram zasięgu zaćmienia

Animacja przebiegu zaćmienia

Zaćmienie Słońca z 12 sierpnia 2026 będzie zaćmieniem całkowitym. Będzie to kolejne po zaćmieniu z 11 sierpnia 1999 całkowite zaćmienie Słońca widoczne w kontynentalnej Europie. Zaćmienie całkowite rozpocznie się o wschodzie Słońca we wschodniej części półwyspu Tajmyr w Rosji, następnie przetnie Ocean Arktyczny, wschodnią Grenlandię, zachodnią Islandię, północną część Oceanu Atlantyckiego, po czym będzie widoczne w Hiszpanii i na niewielkim obszarze Portugalii (gmina Bragança). Zaćmienie zakończy się o zachodzie Słońca na Morzu Śródziemnym, na południowy wschód od Balearów.
Zaćmienie częściowe będzie można obserwować między innymi:
- na większości obszaru Europy od Białorusi po Portugalię. Jednak w większej części Ukrainy, Grecji i Bułgarii i Rosji nie będzie widoczne nawet zaćmienie częściowe;
- na znacznym obszarze Afryce Zachodniej (m.in. Mauretania, Mali, Senegal, Gambia, Gwinea) oraz w zachodniej części Afryki Północnej (m.in. Maroko, Algieria);
- niemal w całej Kanadzie, w północno-wschodnich Stanach Zjednoczonych (Nowy Jork, Waszyngton) oraz na Alasce i Grenlandii;
- w Czukockim Okręgu Autonomicznym w Rosji.

W Polsce widoczne będzie głębokie zaćmienie częściowe tuż przed zachodem Słońca (Słońce zajdzie zaćmione).
| miasto                | kraj      | początek zaćmienia częściowego | początek zaćmienia całkowitego | koniec zaćmienia całkowitego | koniec zaćmienia częściowego | magnituda |
| --------------------- | --------- | ------------------------------ | ------------------------------ | ---------------------------- | ---------------------------- | --------- |
| Reykjavík             | Islandia  | 16:47:10                       | 17:48:14                       | 17:49:12                     | 18:47:34                     | 1,002     |
| La Coruña             | Hiszpania | 19:30:52                       | 20:27:37                       | 20:28:51                     | 21:21:55                     | 1,004     |
| Oviedo                | Hiszpania | 19:31:15                       | 20:27:00                       | 20:28:48                     | 21:21:00                     | 1,015     |
| Santander             | Hiszpania | 19:31:17                       | 20:26:51                       | 20:27:55                     | po zachodzie Słońca o 21:20  | 1,003     |
| Lugo                  | Hiszpania | 19:31:39                       | 20:28:03                       | 20:29:25                     | 21:22:10                     | 1,006     |
| Bilbao                | Hiszpania | 19:31:43                       | 20:27:17                       | 20:27:49                     | po zachodzie Słońca o 21:19  | 1,001     |
| Vitoria               | Hiszpania | 19:32:27                       | 20:27:37                       | 20:28:42                     | po zachodzie Słońca o 21:17  | 1,003     |
| León                  | Hiszpania | 19:32:39                       | 20:28:15                       | 20:29:59                     | 21:22:02                     | 1,012     |
| Burgos                | Hiszpania | 19:33:17                       | 20:28:19                       | 20:30:04                     | po zachodzie Słońca o 21:20  | 1,014     |
| Zamora                | Hiszpania | 19:34:35                       | 20:30:50                       | 20:31:04                     | po zachodzie Słońca o 21:23  | 1,000     |
| Zaragoza              | Hiszpania | 19:34:36                       | 20:28:57                       | 20:30:22                     | po zachodzie Słońca o 21:08  | 1,007     |
| Castellón de la Plana | Hiszpania | 19:37:26                       | 20:31:14                       | 20:32:48                     | po zachodzie Słońca o 21:01  | 1,010     |
| Palma de Mallorca     | Hiszpania | 19:37:59                       | 20:31:00                       | 20:32:36                     | po zachodzie Słońca o 20:49  | 1,015     |

## Faza podhoryzontalna
Zaćmienie Słońca z dnia 12 sierpnia 2026 roku będzie widoczne na terenie praktycznie całej Europy również w fazie podhoryzontalnej. Na terenie Polski maksymalna faza zjawiska wypadnie już w momencie, kiedy Słońce będzie od 1 do 4 stopni poniżej horyzontu. Będzie to oznaczało, iż pomimo braku widoczności Słońca zmiany natężenia światła w atmosferze ziemskiej będą zauważalne. Bardzo głęboka faza zjawiska, z magnitudą ok. 0,85 praktycznie na terenie całego kraju, sprawi, że będziemy świadkami skróconego zmierzchu cywilnego z jednocześnie wydłużonym zmierzchem żeglarskim.
Tereny zachodnich Włoch, zwłaszcza Sardynii i Sycylii doświadczą fenomenalnego widoku, w którym pas cienia całkowitego Księżyca podzieli atmosferę na dwa jasne płaty. Wyspy te znajdują się bowiem bezpośrednio na przedłużeniu pasa całkowitego zaćmienia Słońca, które będzie niecałe 2 stopnie poniżej horyzontu na Sardynii i ok. 5 stopni poniżej horyzontu na Sycylii. Dzięki temu mieszkańcy będą świadkami „podwójnego” zaćmienia, połączeniem zaćmienia Słońca spowodowanego cieniem Księżyca, jak też widocznym w tym czasie pociemnieniem atmosfery w cieniu Ziemi. Umożliwi to wyjątkowo korzystne warunki do obserwacji światła zodiakalnego stosunkowo blisko Słońca.